# Laeospira borealis
Laeospira borealis är en ringmaskart som först beskrevs av Daudin 1800.  Laeospira borealis ingår i släktet Laeospira och familjen Serpulidae. Inga underarter finns listade i Catalogue of Life.